# Подпольная империя (4-й сезон)
Четвёртый сезон сериала «Подпольная империя», премьера которого состоялась на канале HBO 8 сентября 2013 года, а заключительная серия вышла 24 ноября 2013 года, состоит из 12 эпизодов. Сериал был создан Теренсом Уинтером и основан на книге «Подпольная империя: Рождение, рассвет и коррупция в Атлантик-Сити» Нельсона Джонсона. Происходящий в Атлантик-Сити, Нью-Джерси, во время Сухого закона, сериал представляет Стива Бушеми в роли Еноха «Наки» Томпсона (основанном на историческом персонаже Енохе Л. Джонсоне), политического деятеля, который поднялся на видное место и контролировал Атлантик-Сити, Нью-Джерси, во время сухого закона с 1920-х по 1930-е годы. Действие четвёртого сезона происходит в 1924 году. Четвёртый сезон был выпущен на DVD и Blu-ray в первом регионе 19 августа 2014 года.

## В ролях

### Основной состав
Рон Ливингстон и Джеффри Райт присоединились к основному составу, в то время как Чарли Кокс и Бобби Каннавале ушли.
- Стив Бушеми — Енох «Наки» Томпсон (12 эпизодов)
- Келли Макдональд — Маргарет Томпсон (4 эпизода)
- Майкл Шэннон — Нельсон Ван Алден/Джордж Мюллер (6 эпизодов)
- Ши Уигхэм — Илаэс «Илай» Томпсон (10 эпизодов)
- Майкл Стулбарг — Арнольд Ротштейн (7 эпизодов)
- Стивен Грэм — Аль Капоне (8 эпизодов)
- Винсент Пьяцца — Чарли Лучано (4 эпизода)
- Майкл Кеннет Уильямс — Альберт «Мелок» Уайт (11 эпизодов)
- Энтони Лациура — Эдди Кесслер (4 эпизода)
- Пол Спаркс — Микки Дойл (7 эпизодов)
- Джек Хьюстон — Ричард Хэрроу (8 эпизодов)
- Рон Линвингстон — Рой Филлипс (6 эпизодов)
- Джеффри Райт — доктор Валентин Нарцисс (8 эпизодов)
- Гретчен Мол — Джиллиан Дармоди (7 эпизодов)

### Приглашённые актёры
- Брайан Герати — агент Уоррен Нокс/Джеймс «Джим» Толливер (10 эпизодов)
- Марго Бингем — Дотер Мэйтлэнд (9 эпизодов)
- Бен Розенфилд — Вилли Томпсон (9 эпизодов)
- Доменик Ломбардоцци — Ральф Капоне (8 эпизодов)
- Патрисия Аркетт — Салли Уит (7 эпизодов)
- Эрик ЛяРэй Харви — Данн Пёрнсли (7 эпизодов)
- Кристина Джексон — Мэйбелл Уайт (6 эпизодов)
- Эрик Ладин — Дж. Эдгар Гувер (6 эпизодов)
- Брэди и Коннор Нун — Томми Дармоди (5 эпизодов)
- Ренн Шмидт — Джулия Сагорски (5 эпизодов)
- Джейкоб А. Уэйр — федеральный агент Селби (5 эпизодов)
- Грег Антоначии — Джонни Торрио (4 эпизода)
- Марк Борковски — Пол Сагорски (4 эпизода)
- Кайла Фергюсон — Дорис (4 эпизода)
- Уилл Яновитц — Хайми Уайсс (4 эпизода)
- Кевин О 'Рурк — Эдвард Л. Бадер (4 эпизода)
- Кристиан Сайдель — Сигрид Мюллер (4 эпизода)
- Аррон Шивер — Дин О'Бэнион (4 эпизода)
- Морган Спектор — Фрэнк Капоне (4 эпизода)
- Натали Уочен — Ленор Уайт (4 эпизода)
- Кэтрин Уотерстон — Эмма Хэрроу (4 эпизода)
- Анатол Юсеф — Меер Лански (4 эпизода)
- Пирс Бантинг — Билл Маккой (3 эпизода)
- Крис Калдовино — Тонино Сандрелли (3 эпизода)
- Джо Каниано — Джейк Гузик (3 эпизода)
- Доминик Кьянезе — Леандер Уитлок (3 эпизода)
- Иво Нанди — Джо Массерия (3 эпизода)
- Стивен Рут — Гастон Минс (3 эпизода)
- Винченцо Амато — Винченцо Петручелли (2 эпизода)
- Джози и Люси Галлина — Эмили Шрёдер (2 эпизода)
- Деклан и Рори Мактиг — Теодор «Тедди» Шрёдер (2 эпизода)
- Фредрик Лене — Оуни Мэдден (2 эпизода)
- Джозеф Риккобене — Фрэнки Ял (2 эпизода)
- Джозеф Аниска — агент Стэн Сэвики (1 эпизод)
- Джеймс Кромвелл — Эндрю У. Меллон (1 эпизод)
- Стивен ДеРоса — Эдди Кантор (1 эпизод)
- Гленн Флешлер — Джордж Римус (1 эпизод)
- Питер Макробби — начальник Фредерик Эллиот (1 эпизод)
- Джулианна Николсон — Эстер Рэндольф (1 эпизод)

## Эпизоды
| № общий | № в сезоне | Название                                      | Режиссёр        | Автор сценария                               | Дата премьеры    | Зрители в США (млн) |
| --- | ---------- | --------------------------------------------- | --------------- | -------------------------------------------- | ---------------- | ------------------- |
| 37 | 1          | «Кислый Нью-Йорк» «New York Sour»             | Тим Ван Паттен  | Говард Кордер                                | 8 сентября 2013  | 2,38                |
| Февраль 1924 года. Наки, предпочитая остаться в своей комнате в отеле «Альбатрос» и подальше от подполья, приходит к мирному соглашению с Массерией от Ротштейном. Ричард, на своём пути домой воссоединиться со своей сестрой, утром оставляет несколько трупов. Джиллиан, всё ещё зависимая, но отчаянная, чтобы вернуть своего внука назад, прибегает к проституции, пока один незнакомец не делает ей лучшее предложение. Новый партнёр агента Савики, Уоррен Нокс, не так наивен, как он себя ведёт. Мелок пытается хладнокровно запустить клуб «Оникс», но его правая рука, Данн Пёрнсли, попадает в проблему вместе с агентом по бронированию и его женой.                                                                                               |            |                                               |                 |                                              |                  |                     |
| 38 | 2          | «Отставка» «Resignation»                      | Алик Сахаров    | Деннис Лихейн и Говард Кордер                | 15 сентября 2013 | 2,21                |
| Мелок находится под давлением Валентина Нарцисса, вора в законе Гарлема, который знает, что сделал Данн. Ван Алдену приходится иметь дело с его упрямой женой среднего класса; на работе ему приходиться иметь дело с сердитым Аль Капоне. Настоящим боссом Нокса, оказывается, является Дж. Эдгар Гувер. До того как он уезжает во Флориду, чтобы навестить старого друга, Наки приходится умиротворить разочарованного Эдди и он даёт ему повышение. Валентин Нарцисс ставит точку в конфликте вместе с женой билетного агента, убив её его людьми. |            |                                               |                 |                                              |                  |                     |
| 39 | 3          | «Акры алмазов» «Acres of Diamonds»            | Аллен Култер    | Теренс Уинтер                                | 22 сентября 2013 | 1,87                |
| Во время посещения Билла Маккоя в Тампе, Наки становится заинтригован Салли Уит, местного владельца бара. Рой просит Джиллиан притвориться его женой. Нарцисс встречается с Ротштейном и, позже, заказывает певцы Дотера Мейтленда для клуба «Оникса». Для вечеринки в колледже, сын Элая, Вилли, пытается взять выпивку со склада Микки. Ричард оказался в проблеме и его сестра приходит к нему на помощь. |            |                                               |                 |                                              |                  |                     |
| 40 | 4          | «Всё включено» «All In»                       | Эд Бьянчи       | Дэвид Мэттьюс                                | 29 сентября 2013 | 1,99                |
| Федеральные агенты закрывают глаза на кольцо Наки. Нарцисс нанимает Данна. Ван Алден узнаёт, что Аль и Фрэнк Капоне более жестокие шутники, чем О’Бэнион. Месть-шалость Вилли ужасно пошла не так. Способ Ротштейна справиться с неудачей за карточным столом заставляет Наки сделать Лански его партнёром по его плану во Флориде. После ночи в городе с Ральфом Капоне, Эдди платит за неё утром, когда его арестовывает Нокс. |            |                                               |                 |                                              |                  |                     |
| 41 | 5          | «Лесной царь» «Erlkönig»                      | Тим Ван Паттен  | Говард Кордер                                | 6 октября 2013   | 2,09                |
| Нокс мучает Эдди и раскрывает его тёмное прошлое, толкая его на измену. Вилли, арестованный в связи со смертью одноклассника Генри Гейнса, звонит Наки. Джиллиан, отчаянно пытаясь вернуть опеку над Томми, но теряя хватку, обращается к Данну за помощью. Аль и Фрэнк Капоне завербовали Ван Алдена, чтобы забюстировать головы некоторых сторонников Демократа; заместители агентов Чикаго застрелили Фрэнка. Наки придерживает Вилли своим ложным алиби, откупается от окружного прокурора Филадельфии, чтобы освободить его, и отпускает его с некоторым добродушным советом не задолго до того, как сосед Вилли был арестован за смерть Гейнса. Эдди вернувшись в «Альбатрос» и чувствуя вину о предательстве доверия Наки, выпрыгивает из окна насмерть. |            |                                               |                 |                                              |                  |                     |
| 42 | 6          | «Северная звезда» «The North Star»            | Аллен Култер    | Эрик Овермайер и Говард Кордер               | 13 октября 2013  | 1,90                |
| У Наки и Маргарет натянутое свидание на станции Пенн до того как он уезжает во Флориду. Пока расследуется смерть Эдди, Элай находит ключ Эдди от ящика хранения ценностей в банке, но не имеет доступа к нему. Ричард возвращается и сталкивается с Полом Сагорски после того, как он получил суровые новости от своего доктора. Мелок сближается с Доттер Мейтленд. Нокс, снова притворяясь агентом Сухого закона, возвращается на склад Микки, но не может спастись от тени Эдди. В Тампе, Наки, Лански и Лучьяно встречают нового партнёра, которого привёл Билл. Джулия говорит Ричарду, что ей нужно. Наки попадает более чем в просто бизнес с отважной, пьянствующей Салли.                                                                              |            |                                               |                 |                                              |                  |                     |
| 43 | 7          | «Уильям Уилсон» «William Wilson»              | Джереми Подесва | Дэвид Мэттьюс и Теренс Уинтер                | 20 октября 2013  | 2,16                |
| Как только новость об аресте Леопольда и Лёба разошлась в газетах, Аль Капоне, всё ещё бушуя в горе из-за смерти Фрэнка, убивает полицейского. Данн имеет дело с обеспокоенностью церкви о героине в обществе. Вилли вылетает из колледжа. После ареста Джонни Торрио во время полицейского налёта на ликероводочном заводе, он даёт Капоне отмашку, чтобы он убил Ирландца. Рой помогает Джиллиан бросить её привычку, но признаётся в одержимости своей собственной. Агент Нокс на самом деле Джим Толливер, о котором Гастон Минс знал с самого начала. |            |                                               |                 |                                              |                  |                     |
| 44 | 8          | «Старый корабль Сиона» «The Old Ship of Zion» | Тим Ван Паттен  | Кристин Чемберс и Говард Кордер              | 27 октября 2013  | 1,91                |
| Толливер слышит об уклонении Вилли от закона и преследует Элая с целью покончить с империей Наки. Мелок разоряет один из нарко-домов Нарцисса вместе с двуликим Данном для шоу. Наки неприятно удивлён, когда Салли едет в Атлантик-Сити с новой бутлегерской поставкой из Тампы. Нарцисс нанимает Дотер Мейтленд чтобы подстерегать Мелка, но она не может заставить себя разрешить Данну убить Мелка, и вместо этого она бьёт Данна ножом в спину. |            |                                               |                 |                                              |                  |                     |
| 45 | 9          | «Брак и охота» «Marriage and Hunting»         | Эд Бьянчи       | Дэвид Мэттьюс и Дженнифер Эймс и Стив Тёрнер | 3 ноября 2013    | 1,90                |
| Джиллиан раскрывается Рою; Джулия делает Ричарду предложение. Стремясь утвердить власть в доме, Ван Алден говорит Капоне, что он убьёт О’Бэниона, но старый бизнес возвращается на место. Нарцисс наказывает Дотер за её предательство, толкая Мелка к войне, в которую Наки отказывается вступать. После того, как другие гангстеры убили О’Бэниона в его прилавке магазина, Ван Алден берёт $1000 за его труп. Ротштейн ведёт переговоры с Наки насчёт страховочного плана. Дочь Мелка, Мэйбелл, раскрывает интригу своего отца с Дотер. Новобрачный Ричард просит работы у Наки. |            |                                               |                 |                                              |                  |                     |
| 46 | 10         | «Плата за „Уайт Хорс“» «White Horse Pike»     | Джейк Пэлтроу   | Дэйв Флеботт                                 | 10 ноября 2013   | 2,08                |
| Салли обнаруживает, что Лучьяно и Лански, по воли Массерии, провезли героин в перевозках. Мелку не удаётся убить Нарцисса и его ранят. Маргарет делает инсайдерскую сделку с Ротштейном в обмен на новую квартиру. Капоне, пытаясь подтолкнуть Торрио в отставку, был спасён Ван Алденом Из засады. Несмотря на то, что Толливер поворачивается от Элая, Гувер всё ещё не заинтересован в срыве бутлегерской сети. Наки вынужден идти на сделку с Нарциссом. |            |                                               |                 |                                              |                  |                     |
| 47 | 11         | «Гавр-де-Грейс» «Havre de Grace»              | Аллен Култер    | Говард Кордер                                | 17 ноября 2013   | 1,98                |
| Мелок и Дотер прибывают в Гавр-де-Грейс, чтобы остаться с Оскаром Боно, его старым наставником. Джиллиан прощается с Томми и смотрит дальше в жизнь вместе с Роем, когда он делает ей предложение. Нокс давит на Элая, чтобы тот подстроил встречу между боссами Восточного побережья в сети. Мелок просыпается и видит, что Дотер пропала. Некоторые из людей Нарцисса обрушиваются на дом, убивая слепого Оскара. Джиллиан оказывается обманута Роем, который на самом деле является агентом Пинкертона, чтобы та созналась в убийстве Роджера. Наки соглашается идти на мирные переговоры. |            |                                               |                 |                                              |                  |                     |
| 48 | 12         | «Прощай папа Блюз» «Farewell Daddy Blues»     | Тим Ван Паттен  | Теренс Уинтер и Говард Кордер                | 24 ноября 2013   | 2,18                |
| Мелок противостоит Наки дулом пистолета и требует избавиться от Нарцисса. Ричард просит Наки раскрыть место нахождения тела Джимми, чтобы держать Джиллиан в тюрьме; в свою очередь, Наки нанимает его для решающего удара. Ричард отправляет Джулию, Томми и Пола к его сестре. Наки говорит Нарциссу, что Мелок хочет встретиться с ним. После едва неудачного покушения на Торрио, он передаёт всю операцию в руки Капоне. |            |                                               |                 |                                              |                  |                     |

## Реакция

### Реакция критиков
Четвёртый эпизод «Подпольной империи» получил положительные отзывы от критиков. На веб-сайте Metacritic, четвёртый сезон получил рейтинг 77/100 на основе 13 отзывов. Другой веб-сайт, Rotten Tomatoes, сообщил, что 95% критиков дали четвёртому сезону "Сертифицированный свежий" рейтинг, основанный на 21 отзыве со средним рейтингом 8.2/10.

### Награды и номинации
На 20-й церемонии вручения премии Гильдии киноактёров США, состав был номинирован за лучший актёрский состав в драматическом сериале, Стив Бушеми был номинирован как лучший драматический актёр, и сериал был номинирован за лучший каскадёрский ансамбль. Джеффри Райт получил номинацию за лучшю мужскую роль второго плана в драматическом сериале 4-й церемонии Critics' Choice Television Awards. На 66-й церемонии вручения премии «Эмми», Тим Ван Паттен был номинирован за лучшую режиссуру драматического сериала за эпизод «Прощай папа Блюз».